# Purquil
Purquil è un villaggio nella parte centro-orientale del Bangladesh. Si trova presso l'Unione Mehari della Kasba Upazila nel distretto di Brahmanbaria della divisione di Chittagong.

## Società

### Evoluzione demografica
Secondo il censimento del 2011, la popolazione totale del villaggio di Purquil è di circa 650 persone. Tutte le persone del villaggio sono seguaci dell'Islam.

## Posizione
È delimitato a est dal villaggio di Kheora, a ovest dal villaggio di Ishan Nagar, a nord dal villaggio di Jamuna ea sud dai villaggi di Bahar Aata e Chaubepur. Tutti i villaggi si trovano nella Mehari Union .
Un canale chiamato Rajar Khal scorre oltre il villaggio di Purkuil. Anche un affluente del fiume Titas scorre non lontano dal villaggio.

## Istruzione e cultura
C'è una Madrasa Fazil nel villaggio chiamato "Purquil Gausia Habibia Madrasa Fazil". Ci sono anche due Hafizia Madrasa.
Il villaggio di Purkuil ha tre moschee e due Eidgah per la comunità musulmana . Ci sono due cimiteri nel villaggio. C'è anche un piccolo mercato nel villaggio.